# 父母皆祸害
父母皆祸害是中国大陆子女的一种思潮。这一名称的来源是中国网站豆瓣的一个“小组”（性质为网络论坛），以探讨和解决孩子与父母之间的关系为主要目的。小组创立背景是由于中国80后与父母代沟较大。“父母皆祸害”的主要表现为子女对父母的一些思考方式、行为方式的不认同。产生这一思想的原因，是父母对子女的专制与蛮加指责。主要表现为，将抚育视为对子女的恩典，将自己视为真理的化身，且对待子女如同自己的私产等。孩子们追求的是个人自由与天性释放。对这一思想的解读，有人认为是新一代道德理念的缺失，有人认为是中国家庭教育的失败。
但小组资深成员认为，新闻报道掺杂了很多主观臆断，与小组成立的初衷和讨论方向不符，并为报导给小组带来过多的新成员而苦恼。随后，他们为老成员建立了一个非公开的副组，而豆瓣原小组也改变为私密讨论组。